# Dychów

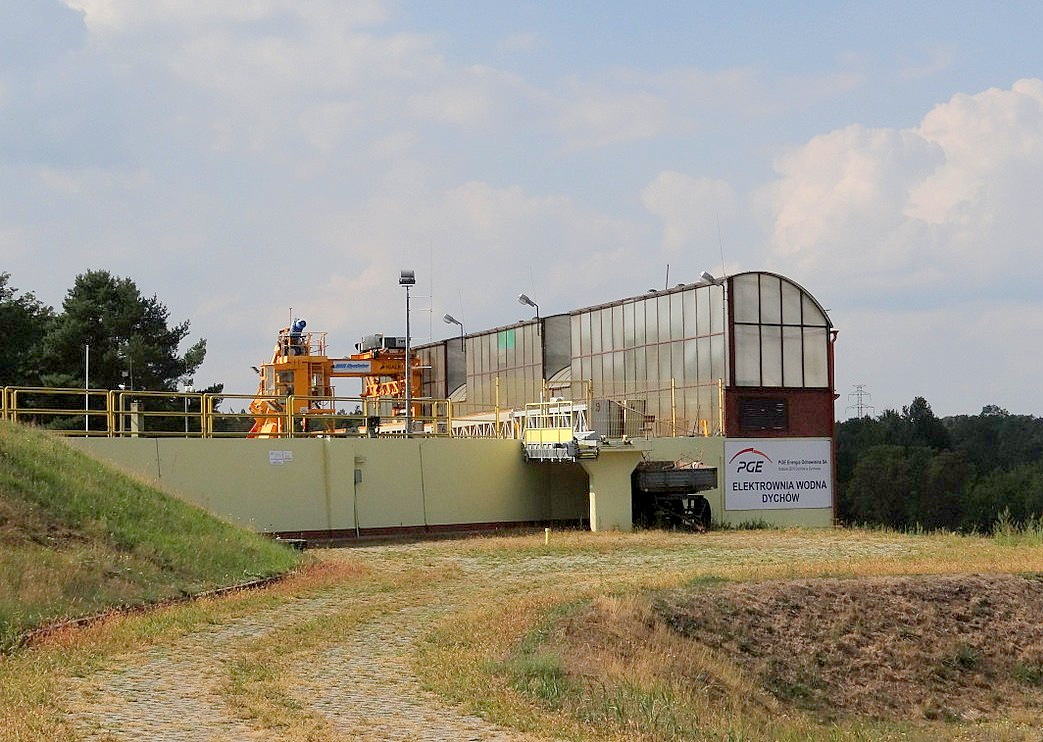
Elektrownia wodna

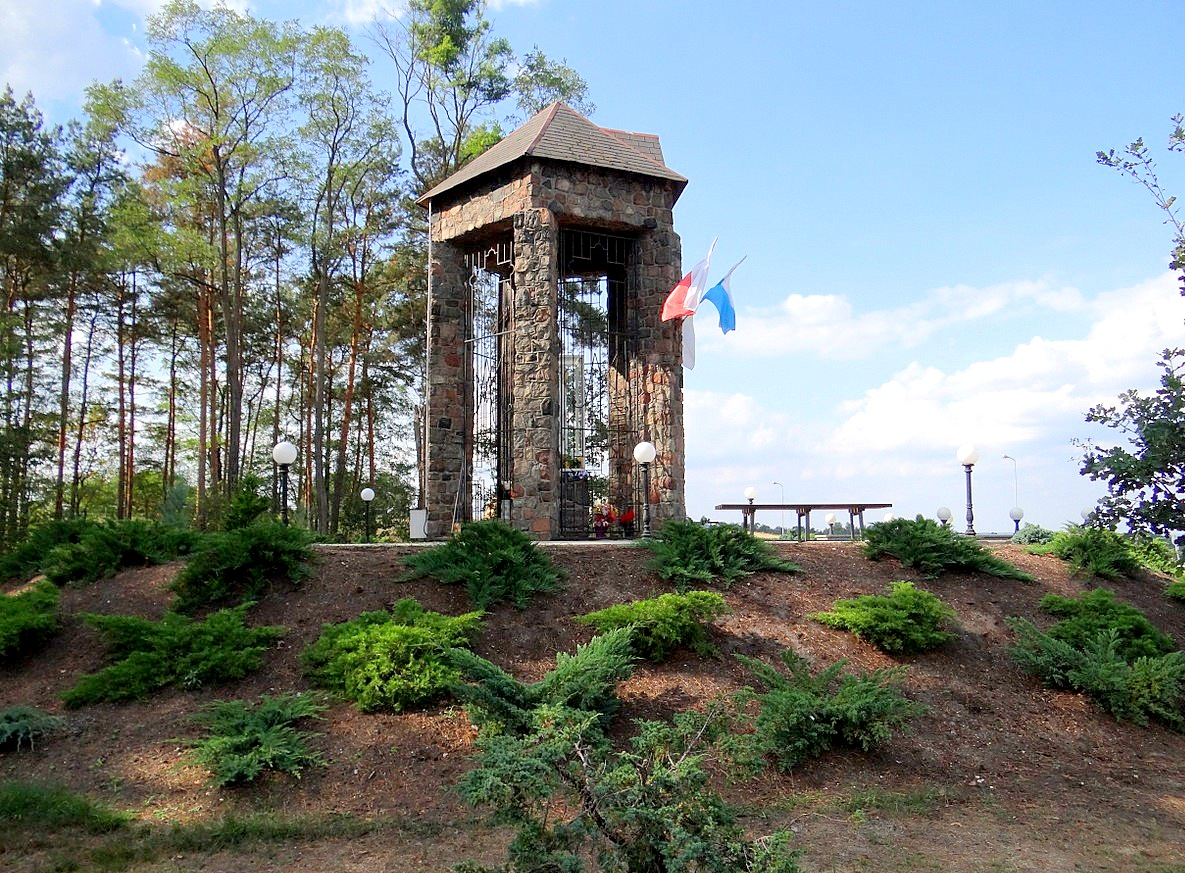
Monumentalna Kapliczka Maryjna

Dychów (dawna niem. nazwa Deichow)) – wieś w Polsce położona w województwie lubuskim, w powiecie krośnieńskim, w gminie Bobrowice.
W latach 1954–1958 wieś należała i była siedzibą władz gromady Dychów, po jej zniesieniu w gromadzie Bobrowice. W latach 1975–1998 miejscowość administracyjnie należała do województwa zielonogórskiego.
Jedną z atrakcji wsi jest Elektrownia Wodna Dychów zasilana wodą z kanału dychowskiego nad jeziorem Dychowskim o powierzchni 100 ha. Zbudowana została w latach 1933–1936. 4 września 1952 roku nastąpiło jej ponowne uruchomienie.
Dychów jest położony nad rzeką Bóbr, 9 km od ujścia Bobru do Odry.
W miejscowości był przystanek kolejowy Dychów.